# Іван Ангелаков
Іван Ангелаков (болг. Иван Ангелаков; нар. 24 березня 1904 — ?) — болгарський лижник, який змагався на Зимових Олімпійських іграх 1936 року.
У 1936 році він був членом болгарської естафетної команди, яка посіла 15-те місце на естафеті 4×10 км. У команді з ним були ще Христо Кочов, Димитр Костов, Рачо Жеков. У гонці на 18 км він фінішував 66-им.